# George al II-lea al Greciei
George al II-lea al Greciei (greacă Γεώργιος Βʹ, Βασιλεὺς τῶν Ἑλλήνων, Geórgios Βʹ, Vasiléfs ton Ellínon; n. 19 iulie 1890, Tatoi Palace⁠(d), Attica Prefecture⁠(d), Grecia – d. 1 aprilie 1947, Atena, Regatul Greciei) a fost fiul cel mai mare al Regelui Constantin I al Greciei și al prințesei Sofia de Prusia, fiind suveranul elenilor între anii 1922 – 1924, precum și între 1935 – 1947.

## Tinerețe și prima perioadă a domniei

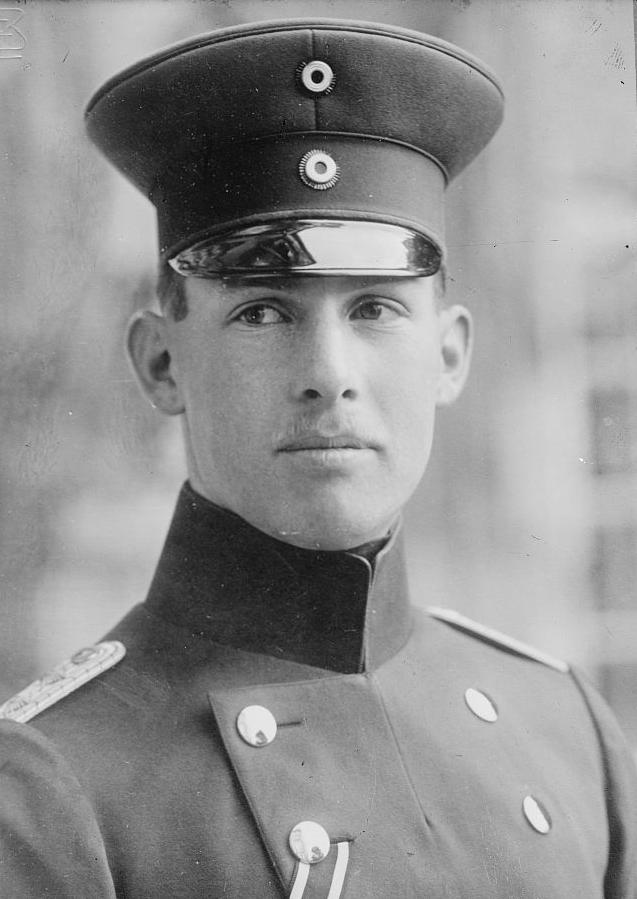
George în uniformă germană, (1914)

George s-a născut la Tatoi, o localitate din apropierea Atenei, unde familia regală elenă își avea reședința. A fost strănepotul reginei Victoria și al regelui Christian al IX-lea al Danemarcei și nepotul regelui George I al Greciei, prințul danez de Glucksburg care a fost ales rege în 1863.
George a urmat o carieră militară, instruindu-se cu garda prusacă la vârsta de 18 ani, apoi servind în războaiele balcanice ca membru al infanteriei grecești. Când bunicul său a fost asasinat în 1913, George a devenit prinț moștenitor (Diadochos), precum și Duce de Sparta.

După o lovitură de stat care l-a detronat pe regele Constantin în timpul Primului Război Mondial, Prințul George, și-a urmat tatăl în exil în 1917; fratele său,  Alexandru a fost instalat ca rege de către prim-ministru Eleftherios Venizelos, un republican mărturisit.
Când Alexandru I a murit în urma unei infecții de la o mușcătură de maimuță în 1920, Venezelos a fost demis iar un plebiscit l-a readus pe Constantin pe tron. Prințul George a fost colonel și mai târziu general maior în războiul împotriva Turciei. S-a căsătorit la 27 februarie 1921 la București cu Principesa Elisabeta a României, fiica cea mare a regelui Ferdinand și a reginei Maria. Când turcii au învins Grecia în Bătălia de la Dumlupınar, forțele militare au forțat abdicarea lui Constantin iar George a devenit rege la 27 septembrie 1922.

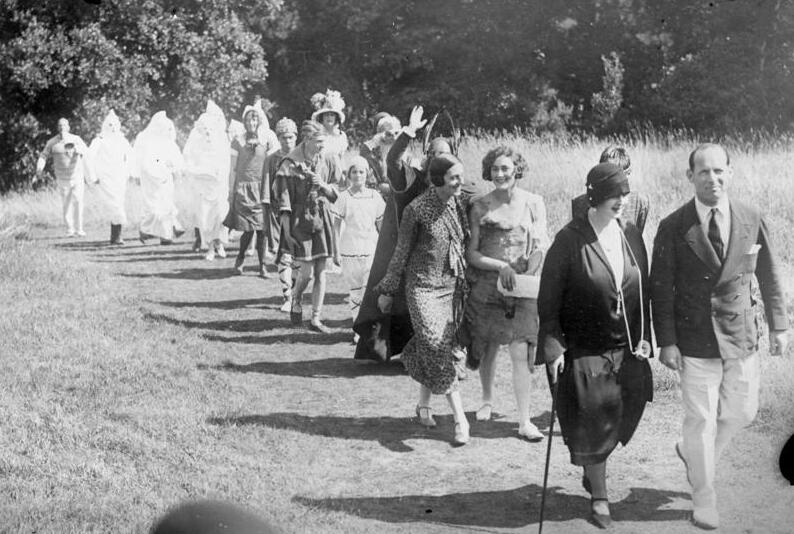
Regele George și soția sa Elisabeta de România în exil, Londra, 1931.

În urma unei tentative nereușite de lovituri de stat în octombrie 1923, Comitetul Revoluționar "a cerut" ca George să plece din Grecia în timp ce Adunarea Națională a examinat problema sub forma viitorului guvern. Deși regele a refuzat să abdice, a plecat pe 19 decembrie 1923 în exil în țara natală a soției lui, România. Când Grecia a fost proclamată republică la 25 martie 1924, el a fost detronat oficial, deposedat de naționalitatea greacă și bunurile sale au fost confiscate.
Soția sa a rămas la București în timp ce el a petrecut mai mult timp în străinătate vizitând Marea Britanie și mama sa, la Florența. În 1932 el a părăsit definitiv România și s-a mutat în Marea Britanie Elisabeta și George nu au avut copii și au divorțat la 6 iulie 1935.

## Restaurarea monarhiei
În Grecia între anii 1924 și 1935 au existat 23 schimbări de guvern, o dictatură și 13 lovituri de stat. Generalul Georgios Kondylis, un fost venizelist, a răsturnat guvernul în octombrie 1935 și s-a numit prim-ministru. Apoi a aranjat un plebiscit, atât pentru a aproba guvernul său cât și pentru a pune capăt republicii. La 3 noiembrie 1935, peste 95% din voturi au sprijinit restaurarea monarhiei.
George s-a întors în Grecia la 23 noiembrie. Aproape imediat, el și Kondylis au fost în dezacord asupra termenilor amnistiei generale pe care regele a vrut s-o declare, iar George a numit un prim-ministru interimar, pe profesorul Konstantinos Demertzis. Noile alegeri au avut loc în ianuarie iar puterea a revenit lui Ioannis Metaxas. La 4 august 1936, George a aprobat înființarea dictaturii Metaxas semnând decretul de dizolvare a parlamentului, a interzis partidele politice și a abolit constituția.

Regele împreună cu prim-ministrul Metaxas au dezvoltat un regim fascist în care oponenții politici au fost arestați și a impus o cenzură strictă. Un index al cărților interzise  include lucrările lui Platon, Tucidide și Xenofon.